# Маккейн, Джаред
Джаред Дэйн Маккейн (англ. Jared Dane McCain; род. 20 февраля 2004, Сакраменто, Калифорния, США) — американский профессиональный баскетболист клуба НБА «Филадельфия Севенти Сиксерс».

## Карьера в школе
Маккейн учился в старшей школе Сентенниал. Он был назван игроком года в Калифорнии по версии Gatorade, будучи студентом третьего курса, набирая в среднем 16,9 очков, делая 4,7 подбора и 4 результативные передачи за игру. Он был выбран для участия в матче McDonald's All-American в 2023 году, когда был в выпускном классе. Маккейн в среднем набирал 17,7 очков, делал 7,1 подбора, 4 результативные передачи и 1,5 перехвата за игру за школу в течение сезона и неоднократно становился игроком года в Калифорнии по версии Gatorade.

## Карьера в колледже
Маккейн поступил в Университет Дьюка в июне 2023 года. Он дебютировал в баскетбольной команде колледжа 6 ноября 2023 года, набрав 8 очков за 15 минут в победной игре против «Дартмута» (92:54). 17 января 2024 года Маккейн набрал 21 очко и 5 подборов в победном матче против «Клемсона» (72:71). 29 января Маккейн получил награду «Новичка недели Конференции атлантического побережья (ACC)». 17 февраля Маккейн набрал рекордные в карьере 35 очков, сравнявшись с Зайоном Уильямсоном по результату среди первокурсников «Дьюка», в победном матче против «Флорида Стэйт» (76:67). 19 февраля Маккейн был назван «Новичком недели ACC» во второй раз подряд. 24 марта Маккейн набрал 30 очков и 5 подборов в победной игре против «Джеймс Мэдисона» (93:55). 31 марта Маккейн набрал 32 очка в проигрышном матче элитной восьмерки Мартовского безумия против «НК Стэйт» (64:76).
13 апреля 2024 года Маккейн выставил свою кандидатуру на драфт НБА 2024 года, отказавшись от оставшегося права на поступление в колледж.

## Профессиональная карьера

### Филадельфия Севенти Сиксерс (2024—настоящее время)
На драфте НБА 2024 года Маккейн был выбран клубом «Филадельфия Севенти Сиксерс» в 1-м раунде под 16-м номером, а 4 июля подписал контракт с командой.
Маккейн дебютировал в НБА 23 октября 2024 года в проигрышном матче против «Милуоки Бакс» (109:124). 13 ноября он набрал рекордные в карьере 34 очка и 10 результативных передач в проигрышной игре против «Кливленд Кавальерс» (106:114). Он был объявлен новичком месяца в ноябре 2024 года в Восточной конференции, став первым игроком «Сиксерс» после Бена Симмонса в марте 2018 года, получившим звание новичка месяца. 14 декабря было объявлено, что он получил разрыв мениска в левом колене и не вернется на площадку в течение неопределенного периода времени. 10 января 2025 года было официально объявлено, что Маккейн пропустит остаток сезона.

## Карьера в национальной сборной
Маккейн выступал за сборную США по баскетболу до 18 лет на Чемпионате Америки до 18 лет в 2022 году.

## Статистика

### Статистика в НБА
| Сезон                                                                                    | Команда     | Регулярный сезон | Регулярный сезон | Регулярный сезон | Регулярный сезон | Регулярный сезон | Регулярный сезон | Регулярный сезон | Регулярный сезон | Регулярный сезон | Регулярный сезон | Регулярный сезон | Серия плей-офф | Серия плей-офф | Серия плей-офф | Серия плей-офф | Серия плей-офф | Серия плей-офф | Серия плей-офф | Серия плей-офф | Серия плей-офф | Серия плей-офф | Серия плей-офф |
| Сезон                                                                                    | Команда     | GP               | GS               | MPG              | FG%              | 3P%              | FT%              | RPG              | APG              | SPG              | BPG              | PPG              | GP             | GS             | MPG            | FG%            | 3P%            | FT%            | RPG            | APG            | SPG            | BPG            | PPG            |
| ---------------------------------------------------------------------------------------- | ----------- | ---------------- | ---------------- | ---------------- | ---------------- | ---------------- | ---------------- | ---------------- | ---------------- | ---------------- | ---------------- | ---------------- | -------------- | -------------- | -------------- | -------------- | -------------- | -------------- | -------------- | -------------- | -------------- | -------------- | -------------- |
| 2024/25                                                                                  | Филадельфия | 23               | 8                | 25,7             | 46,0             | 38,3             | 87,5             | 2,4              | 2,6              | 0,7              | 0,0              | 15,3             | Не участвовал  | Не участвовал  | Не участвовал  | Не участвовал  | Не участвовал  | Не участвовал  | Не участвовал  | Не участвовал  | Не участвовал  | Не участвовал  | Не участвовал  |
|                                                                                          | Всего       | 23               | 8                | 25,7             | 46,0             | 38,3             | 87,5             | 2,4              | 2,6              | 0,7              | 0,0              | 15,3             | Не участвовал  | Не участвовал  | Не участвовал  | Не участвовал  | Не участвовал  | Не участвовал  | Не участвовал  | Не участвовал  | Не участвовал  | Не участвовал  | Не участвовал  |
| Наведите курсор мыши на аббревиатуры в заголовке таблицы, чтобы прочесть их расшифровку. |             |                  |                  |                  |                  |                  |                  |                  |                  |                  |                  |                  |                |                |                |                |                |                |                |                |                |                |                |

### Статистика в NCAA
| Сезон | Команда | Conf  | Class | GP | GS | MPG  | FG%  | 3P%  | FT%  | RPG | APG | SPG | BPG | PPG  |
| --- | ------- | ----- | ----- | -- | -- | ---- | ---- | ---- | ---- | --- | --- | --- | --- | ---- |
| 2023/24 | Дьюк    | ACC   | FR    | 36 | 36 | 31,6 | 46,2 | 41,4 | 88,5 | 5,0 | 1,9 | 1,1 | 0,1 | 14,3 |
| Всего | Всего   | Всего | Всего | 36 | 36 | 31,6 | 46,2 | 41,4 | 88,5 | 5,0 | 1,9 | 1,1 | 0,1 | 14,3 |
| Наведите курсор мыши на аббревиатуры в заголовке таблицы, чтобы прочесть их расшифровку Статистика приведена с сайта sports-reference.com |         |       |       |    |    |      |      |      |      |     |     |     |     |      |